# Taxo d'Avall
Taxo d'Avall  ou Tatzo d'Avall est un hameau et une ancienne paroisse aujourd'hui rattachée à la commune d'Argelès-sur-Mer, dans les Pyrénées-Orientales.

## Géographie
Le hameau de Taxo d'Avall est situé dans la partie nord-ouest du territoire d'Argelès-sur-Mer, à la limite du territoire de Saint-André, où se situe Taxo-d'Amont, un peu plus à l'ouest.

## Toponymie
En catalan, le nom du village est Tatzó d’Avall. Cette forme est reprise, conjointement avec Taxo d'Avall, sur les cartes de l'IGN.
Taxo d'Avall est mentionnée en 1789 sous le nom de Taxo de Vall.

## Histoire
Taxo d'Avall est documenté depuis le IXe siècle. Le château, dont subsistent encore quelques vestiges et une chapelle romane, était la résidence des vicomtes de Tatzo. Guillem Adalbert I est le premier vicomte de Tatzo. En 1121, Bernat Berenguer de Llupia épouse Jordana, la fille et héritière de Hug, vicomte de Tatzo.
L'ensemble du comté de Roussillon passant vers 1172 dans le domaine du roi d'Aragon, la vicomté redevient une simple seigneurie, laquelle passe par mariage en 1344 aux Despuig, puis de la même façon aux Oms (seigneurs de Calmella) au début du XIVe siècle.
La seigneurie de Taxo d'Avall est concédée en 1668 au baron de Montclar, Joseph de Pons.
À la création des communes en 1790, Taxo d'Avall est intégrée au territoire d'Argelès, tandis que Taxo-d'Amont est rattachée au territoire de Saint-André.

### Vicomtes et seigneurs de Tatzo
La liste connue des vicomtes  et seigneurs de Tatzo est la suivante :
- 1013-1052 : Guillem Adalbert I ;
- 1052-1087 : Udalgar I, sans doute le fils du précédent ;
- 1087-1102 : Ramon-Udalgar I, fils du précédent ;
- 1102-1106 : Hug I, frère du précédent ;
- 1106-1145 : Jordana, fille de Hug I, héritière du titre ;
- 1145-1156 : Hug II, fils de Jordana et de Bernat de Llupia ;
- 1156-1176 : Ramon II (dernier vicomte) ;
- 1176-1251 : Ramon III (premier seigneur).

## Population et société

### Démographie ancienne
La population est exprimée en nombre de feux (f) ou d'habitants (H).
| 1365 | 1378 | 1515 | 1553 |
| ---- | ---- | ---- | ---- |
| 73 f | 60 f | 1 f  | 1 f  |

Note : en 1774 la population de Taxo d'Avall est déjà recensée avec celle d'Argelès.

## Culture locale et patrimoine

### Monuments et lieux touristiques
- Église Saint-Martin-et-Sainte-Croix

L'ensemble du hameau de Taxo d'Avall est inscrit aux monuments historiques : église et vestiges du château et de l'enceinte fortifiée.

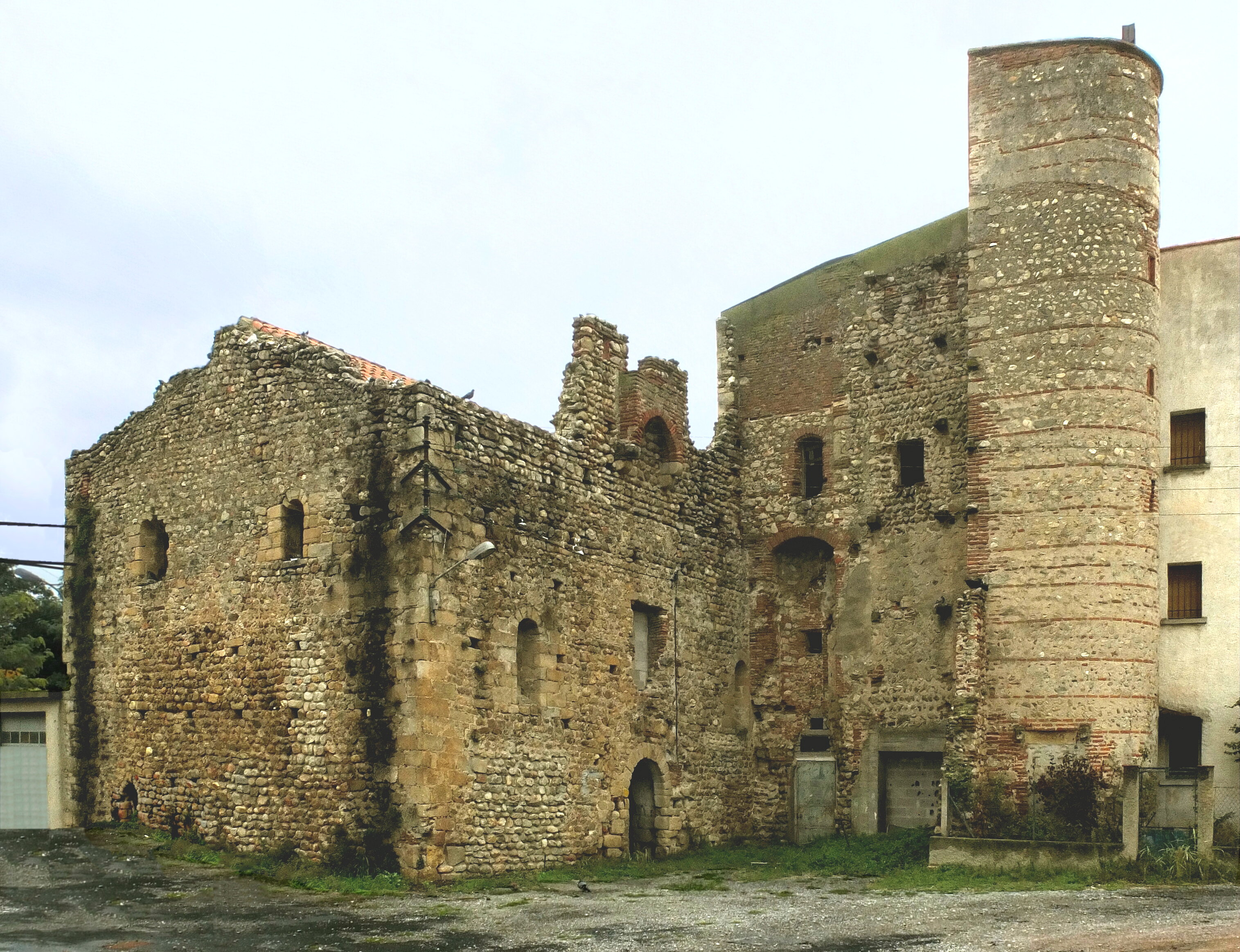
Saint-Martin-et-Sainte-Croix.
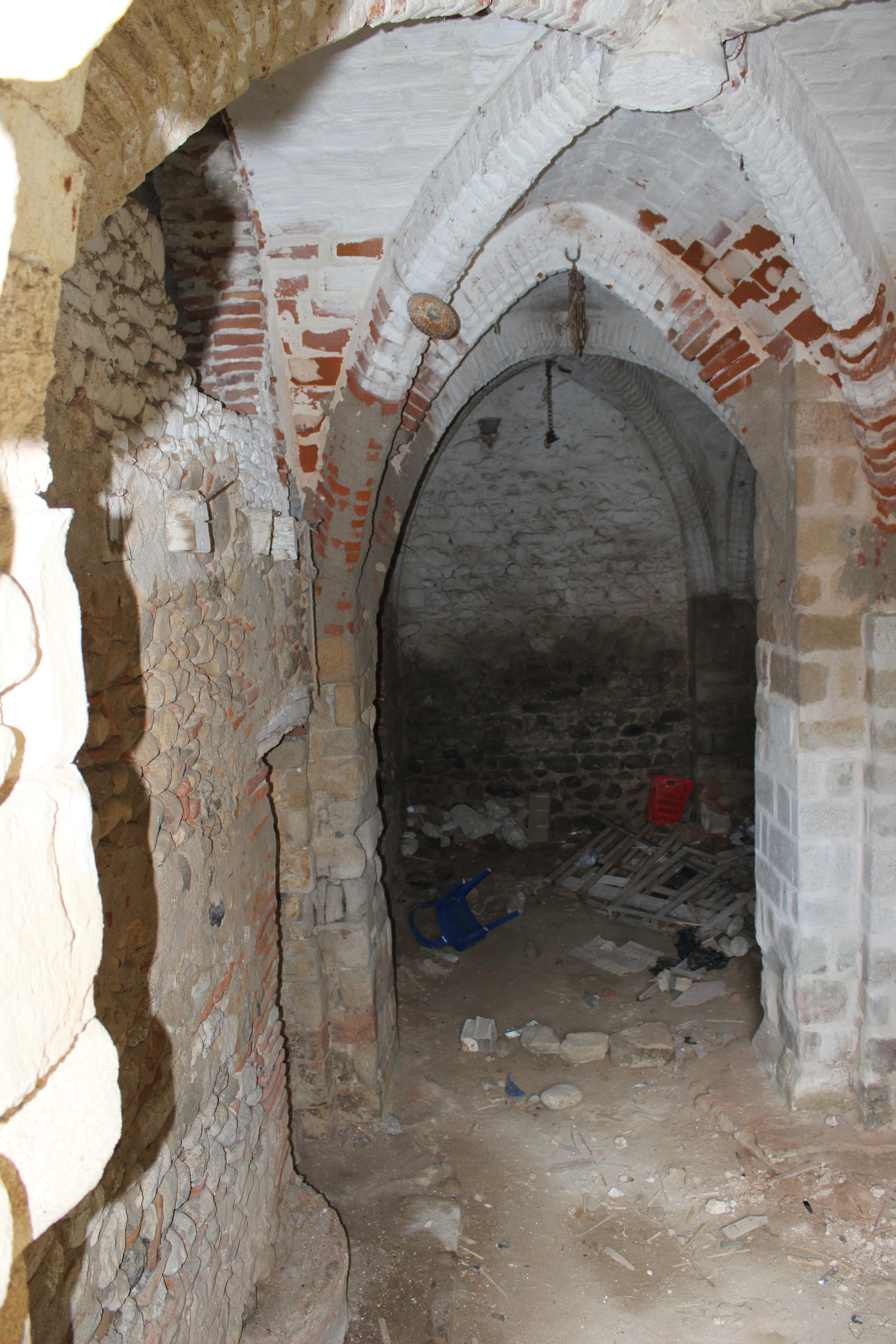
L'intérieur de l'église.
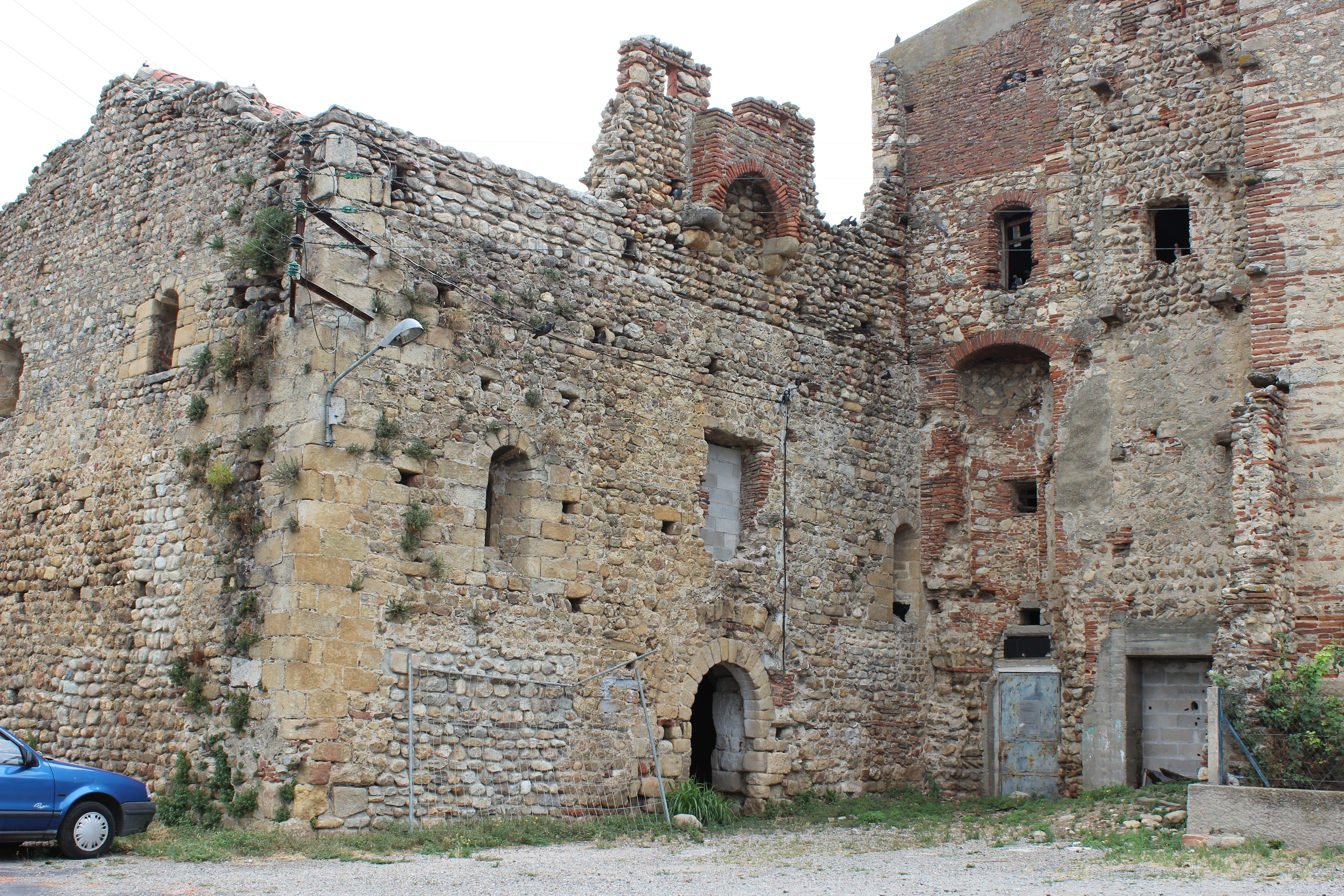
La façade de l'église.
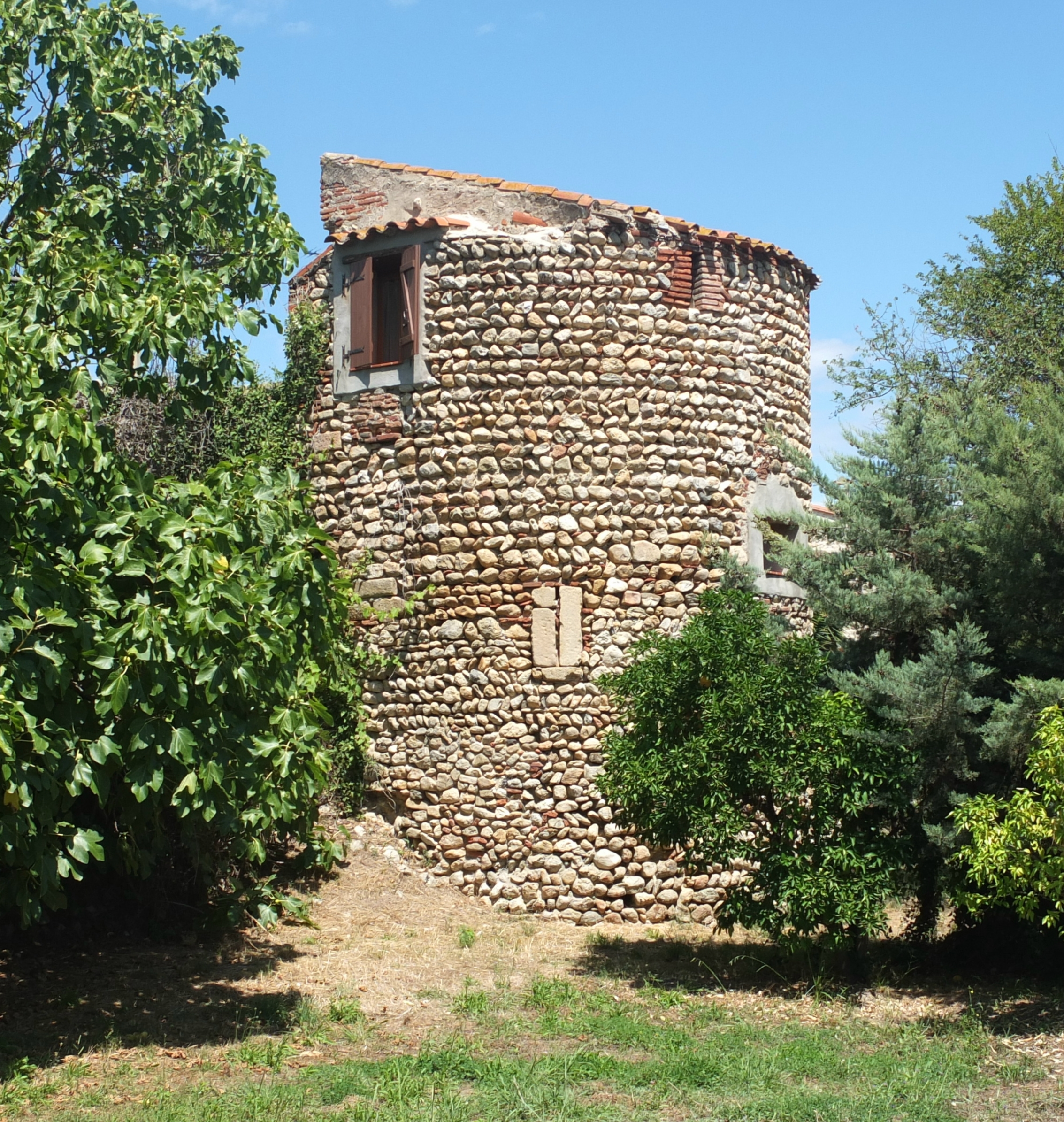
La tour.